# Hàm lồi chính thường
Trong giải tích toán học (đặc biệt là giải tích lồi) và tối ưu hóa, hàm lồi chính thường (proper convex function) là một hàm {\displaystyle f} lấy giá trị trong trục số thực mở rộng sao cho
{\displaystyle f(x)<+\infty }
tại ít nhất một giá trị {\displaystyle x} và
{\displaystyle f(x)>-\infty }
với mọi {\displaystyle x}. Điều đó có nghĩa là, một hàm lồi là chính thường nếu nó có miền hữu hiệu khác rỗng và không bao giờ đạt giá trị {\displaystyle -\infty }. Hàm lồi không có tính chính thường được gọi là hàm lồi phi chính thường (improper convex function).
Hàm lõm chính thường là một hàm {\displaystyle g} sao cho {\displaystyle f=-g} là hàm lồi chính thường.

## Tính chất
Với mọi hàm lồi chính thường {\displaystyle f} trên {\displaystyle \mathbb {R} ^{n}}, thì tồn tại {\displaystyle b} thuộc {\displaystyle \mathbb {R} ^{n}} và {\displaystyle \beta } thuộc {\displaystyle \mathbb {R} } sao cho
{\displaystyle f(x)\geq x\cdot b-\beta }
với mọi {\displaystyle x}.
Tổng của hai hàm lồi chính thường là một hàm lồi, nhưng có thể không phải là một hàm chính thường. Ví dụ, với hai tập lồi khác rỗng {\displaystyle A\subset X} và {\displaystyle B\subset X} trong không gian vectơ {\displaystyle X}, hai hàm chỉ thị {\displaystyle I_{A}} và {\displaystyle I_{B}} đều là hàm lồi chính thường, nhưng nếu {\displaystyle A\cap B=\emptyset } thì {\displaystyle I_{A}+I_{B}} luôn bằng {\displaystyle +\infty }.
Tổng chập infimal của hai hàm lồi chính thường là một hàm lồi nhưng chưa hẳn là một hàm chính thường.